# NUP35
NUP35 (англ. Nucleoporin 35) – білок, який кодується однойменним геном, розташованим у людей на короткому плечі 2-ї хромосоми.  Довжина поліпептидного ланцюга білка становить 326 амінокислот, а молекулярна маса — 34 774.
| 10         |  | 20         |  | 30         |  | 40         |  | 50         |
| ---------- |  | ---------- |  | ---------- |  | ---------- |  | ---------- |
| MAAFAVEPQG |  | PALGSEPMML |  | GSPTSPKPGV |  | NAQFLPGFLM |  | GDLPAPVTPQ |
| PRSISGPSVG |  | VMEMRSPLLA |  | GGSPPQPVVP |  | AHKDKSGAPP |  | VRSIYDDISS |
| PGLGSTPLTS |  | RRQPNISVMQ |  | SPLVGVTSTP |  | GTGQSMFSPA |  | SIGQPRKTTL |
| SPAQLDPFYT |  | QGDSLTSEDH |  | LDDSWVTVFG |  | FPQASASYIL |  | LQFAQYGNIL |
| KHVMSNTGNW |  | MHIRYQSKLQ |  | ARKALSKDGR |  | IFGESIMIGV |  | KPCIDKSVME |
| SSDRCALSSP |  | SLAFTPPIKT |  | LGTPTQPGST |  | PRISTMRPLA |  | TAYKASTSDY |
| QVISDRQTPK |  | KDESLVSKAM |  | EYMFGW     |  |            |  |            |

A: Аланін

C: Цистеїн

D: Аспарагінова кислота

E: Глутамінова кислота

F: Фенілаланін

G: Гліцин

H: Гістидин

I: Ізолейцин

K: Лізин

L: Лейцин

M: Метіонін

N: Аспарагін

P: Пролін

Q: Глутамін

R: Аргінін

S: Серин

T: Треонін

V: Валін

W: Триптофан

Кодований геном білок за функцією належить до фосфопротеїнів. 
Задіяний у таких біологічних процесах як транспорт, транспорт білків, транспорт мРНК, транслокація, альтернативний сплайсинг. 
Локалізований у ядрі, мембрані, комплексі ядерної пори.